# 平高清
平高清（1173年—1199年3月3日）伊勢平氏人物，活躍於平安時代末期至鐮倉時代前期。他是平家的一門，父親是平維盛，母親是藤原成親的女兒新大納言局。
自伊勢平氏的元祖平正盛數起，平高清是平家直系的第六代，因此他的幼名叫做六代。《平家物語》中他以平六代的名字登場。而平高清的名字，見於《高野春秋編年輯錄》等史料記載之中。
根據《平家物語》的記載，1183年（壽永二年），源義仲率軍直逼京都。平家一門決定放棄京都前往西國。平維盛認為平家的前景並不樂觀，因此將妻子新大納言局以及兒子平六代、女兒夜叉御前留在了京都，讓信任的兩名武士齋藤五、齋藤六照顧他們。
平六代母子三人在京都普照寺奧大覺寺以北隱居了起來。1185年（文治元年），平家在壇之浦之戰中為源氏所滅。鐮倉幕府大肆搜捕平家落人，同年十二月鐮倉幕府發現了平六代的蹤跡，平六代隨即被北條時政率兵逮捕，送往鐮倉，將被斬首。但源賴朝器重的文覺法師為平六代求情，因此免於處決，送給文覺法師處置。此外，平六代的母親新大納言局此時已經改嫁給了源賴朝信任的公卿吉田經房，吉田也向源賴朝求情，因此平六代免於一死。
文覺法師將平六代帶到了京都的神護寺保護起來。1189年（文治五年），平六代在神護寺剃度出家，法號妙覺。
1194年（建久五年），平六代通過大江廣元的引見謁見源賴朝，向賴朝表明自己專注於佛法，並無異心。但源賴朝見平六代器宇不凡，對他頗為猜忌。此後六代雲遊諸國，修行佛法。
1199年，平六代的庇護人文覺受到了三左衛門事件的牽連，被源通親流放到了佐渡國。平六代在豬熊被當地的檢非違使安倍資兼逮捕，並在田越川處斬。至此，平清盛的嫡流完全斷絕。